# Зофия Косак-Шчуцка
Зо̀фия Ко̀сак-Шчуцка (на полски: Zofia Kossak-Szczucka), по-късно Зофия Косак-Шатко̀вска (родена на 10 август 1889 г. в Кошмин, умира на 9 април 1968 г. в Белско-Бяла) е полска писателка, съорганизаторка на две тайни организации в окупирана Полша: Фронт за възраждане на Полша и Съвет за помощ на евреите „Жегота“.

## Биография
Дъщеря на Тадеуш Косак и Анна Кишелницка-Косакова, братовчедка на Магдалена Самозванец, която се занимава със сатира, на поетесата Мария Павликовска-Ясножевска и на художника Йежи Косак; внучка на Юлиуш Косак.
В публикации за нея често се среща, че е родена през 1890 г., но след по-щателна проверка в различни документи се оказва, че се появява на бял свят година по-рано. Детството и младостта си прекарва в Любелския регион и Волин.
Обучава се самостоятелно в дома си, а през 1906 г. работи като учителка във Варшава. Съгласно семейната традиция, през 1912 – 1913 г. учи живопис в Училището за изящни изкуства във Варшава, а после – в École des Beaux-Arts в Женева. През 1915 г. се омъжва за Стефан Шчуцки и заживява с него в Новошелица, Волиния, където през 1916 г. се появява първият им син – Юлиуш, а година по-късно вторият – Тадеуш. Именно тук през 1917 г. заедно със семейството си преживява кървавите селски събития и болшевишките нападения. Написаните спомени от този период, издадени през 1922 г. със заглавие „Pożoga“, са нейният литературен дебют.
През 1923 г., след смъртта на съпруга ѝ в Лвов, писателката, заедно със своите синове, се мести при своите родители. На 14 април 1925 г. отново се омъжва за офицер от Полската войска – Зигмунт Шатковски. През 1926 г. се ражда третият ѝ син, Витолд Шатковски, а първородният ѝ син, Юлиуш Шчуцки, умира. През 1928 г. се ражда дъщеря ѝ – Анна Шатковска.
През 1932 г. е отличена с литературната награда на Шльонското войводство. През 1935 г. умира баща ѝ, Тадеуш Косак. През 1936 г. получава наградата „Wawrzyn Akademicki“ от Полската литературна академия, най-важната институция за полската култура по време на междувоенния период, а през 1937 г. е удостоена с Офицерски кръст на Ордена на Възраждане на Полша.

## Втора световна война
През 1939 г. Зофия Косак-Шчуцка се мести във Варшава. В столицата се занимава с конспиративна и благотворителна дейност. През 1941 г., заедно с приятели и свещеника Едмунд Краузе, създават Фронт за възраждане на Полша.
Писателката е съредактор и на първото нелегално списание „Polska Żyje“. През август 1942 г. публикува своя известен позив „Протест“, в който призовава за спасяване на евреите. През септември 1942 г. заедно с Ванда Крахелска създават Временен комитет в помощ на евреите, който не след дълго е трансформиран в Съвет за помощ на евреите „Жегота“. За тази си дейност след войната е отличена с медал Праведник на света. През 1943 г. в Аушвиц загива вторият ѝ син, Тадеуш Шчуцки. На 27 септември 1943 г. е арестувана от Гестапо и на 5 октомври 1943 г. е преместена в Аушвиц. През 1944 г. е върната във Варшава, затворена е в затвора Павяк и е осъдена на смърт. В края на юли е освободена благодарение на усилията на нелегалните власти. Взима активно участие във Варшавското въстание.

## Следвоенен период
След неуспеха на въстанието, до 1945 г. пребивава в Ченстохова. Там описва своите спомени от лагера в книгата „Z otchlani“. През 1945 г. заминава с мисия от Полския червен кръст в Лондон, където остава в принудителна емиграция. В продължение на 12 години заедно със съпруга си работят във ферма в Корнуол, като продължава и писателската си кариера. Приета е на частна аудиенция при британската кралица на Afternoon Party в Уиндзор.
На Запад нейното творчество се радва на все по-голям интерес, книгите ѝ се намират в списъка с бестселърите, а романът „Bez oręża“ се появява начело на Book of the Month в САЩ. В Полша през 1951 г. върху всички нейни творби е наложена цензура.
През 1957 г. се връща в Полша и заживява в селцето Гурки Велке. Като публицистка си сътрудничи основно с католическата преса. Благодарение на колоритния си изказ нейните творби набират популярност и сред децата. През 1964 г. е една от подписалите „Писмото на 34-мата“, в което се присъединява към протеста на писателите в защита на свободата на словото.
Умира на 9 април 1968 г. в Белско-Бяла, погребана е до баща си и сина си Юлиуш в Гурки Велке.
Удостоена е от еврейския институт Яд Вашем с медал Праведник на света за помощта, която оказва на евреите по време на окупацията в Полша.

## Творчество
Дебютира с „Pożoga“ през 1922 г. Романът е преведен на английски през 1927 г. и е издаден със заглавието The Blaze. Английското заглавие е предложено от Джоузеф Конрад. След това „Pożoga“ се появява също на френски, японски и унгарски език. Преведени са също Kłopoty Kacperka góreckiego skrzata, Legnickie pole, Krzyożowcy, Król trędowaty, Bez oręża и Złota wolność.
Романът „Кръстоносци“ на Зофия Косак (Krzyżowcy) излиза през 1935 г. Творбата е посветена на подготовката и провеждането на Първия кръстоносен поход и на осъществения по същото време Първи народен кръстоносен поход. В „Kръстоносци“ Зофия Косак в няколко глави се спира на съдбата на еврейското население в Западна Европа, на неговия бит и мислене.
„Oт бездната“ (Z otchłani) излиза през 1946 г. и е резултат от престоя на Косак в лагера. Писателката разкрива в детайли кошмарната лагерна реалност.
Пътеписът „По пътя на пилигрима“ (Pątniczym szlakiem) излиза през 1933 г. и е резултат на едно пътуване до Светите земи, което Зофия Косак предприема в началото на 1933 година.

## Почитане
През 1968 г. в Гурки Велке е отворен музей „Зофия Косак-Шчуцка“, а през 1984 г. дружество на нейно име.
Създадени са документални филми посветени на Зофия Косак-Шчуцка: W góreckim domku ogrodnika (2002), W cieniu zapomnienia (2006).
|  | Тази страница частично или изцяло представлява превод на страницата Zofia Kossak-Szczucka в Уикипедия на полски. Оригиналният текст, както и този превод, са защитени от Лиценза „Криейтив Комънс – Признание – Споделяне на споделеното“, а за съдържание, създадено преди юни 2009 година – от Лиценза за свободна документация на ГНУ. Прегледайте историята на редакциите на оригиналната страница, както и на преводната страница, за да видите списъка на съавторите. ВАЖНО: Този шаблон се отнася единствено до авторските права върху съдържанието на статията. Добавянето му не отменя изискването да се посочват конкретни източници на твърденията, които да бъдат благонадеждни. |